# Фюген, Мишель
Мишель Фюген (фр. Michel Fugain) — французский автор-исполнитель.

## Биография
Мишель Фюген родился 12 мая 1942 года в Гренобле. Писал свои первые песни для Мишеля Сарду. В середине 60-х он сотрудничал с Югом Офрэ, Далидой, Мари Лафорэ. В 1966 г. получил предложение записать сингл, затем Фюген получает заказ на официальный гимн зимней Олимпиады, которая состоялась в Гренобле в 1968 г.
В 1972 был создан проект Big Bazar, с которым Фюген будет выступать на протяжении 70-х. В том же году он записывает один из своих наиболее выдающихся хитов — песню Une belle histoire.

## Известные песни
- «Je n’aurai pas le temps» (1967, стихи Пьера Деланоэ);
- «Une belle histoire» (1972, стихи Пьера Деланоэ);
- «Fais comme l’oiseau» (1972, интерпретация песни «Você Abusou» бразильского дуэта авторов-исполнителей Antônio Carlos et Jocáfi);
- «Chante la vie chante» (1973);
- «La fête» (1973);
- «Viva la vida» (1988).

## Семья
Отец — Пьер Фюген (1919—2009)
Брат — Клод Фюген (род. 1945)
Первая жена — Стефани Фюген (род. 1947), французская актриса
- Дочь — Мари Фюген (род. 1973), французская актриса, муж — канадский певец Ришар Шаре (род. 1970)
  - Внук — Сэм Шаре (род. 2006)
- Дочь — Лоретт Фюген (1979—2002), умерла от лейкемии[3]
- Сын — Алексис Фюген (род. 1993), музыкант

Вторая жена — Санда